# Poussignac
Poussignac är en kommun i departementet Lot-et-Garonne i regionen Nouvelle-Aquitaine i sydvästra Frankrike. Kommunen ligger i kantonen Bouglon som tillhör arrondissementet Marmande. År 2022 hade Poussignac 307 invånare.

## Befolkningsutveckling
Antalet invånare i kommunen Poussignac
| Referens: INSEE |